# Kazuhiko Čiba
Kazuhiko Čiba (japonsko 千葉 和彦), japonski nogometaš, * 21. junij 1985, Kuširo, Hokaido, Japonska.
Za japonsko reprezentanco je odigral eno uradno tekmo.